# Louis François I. de Bourbon, prince de Conti

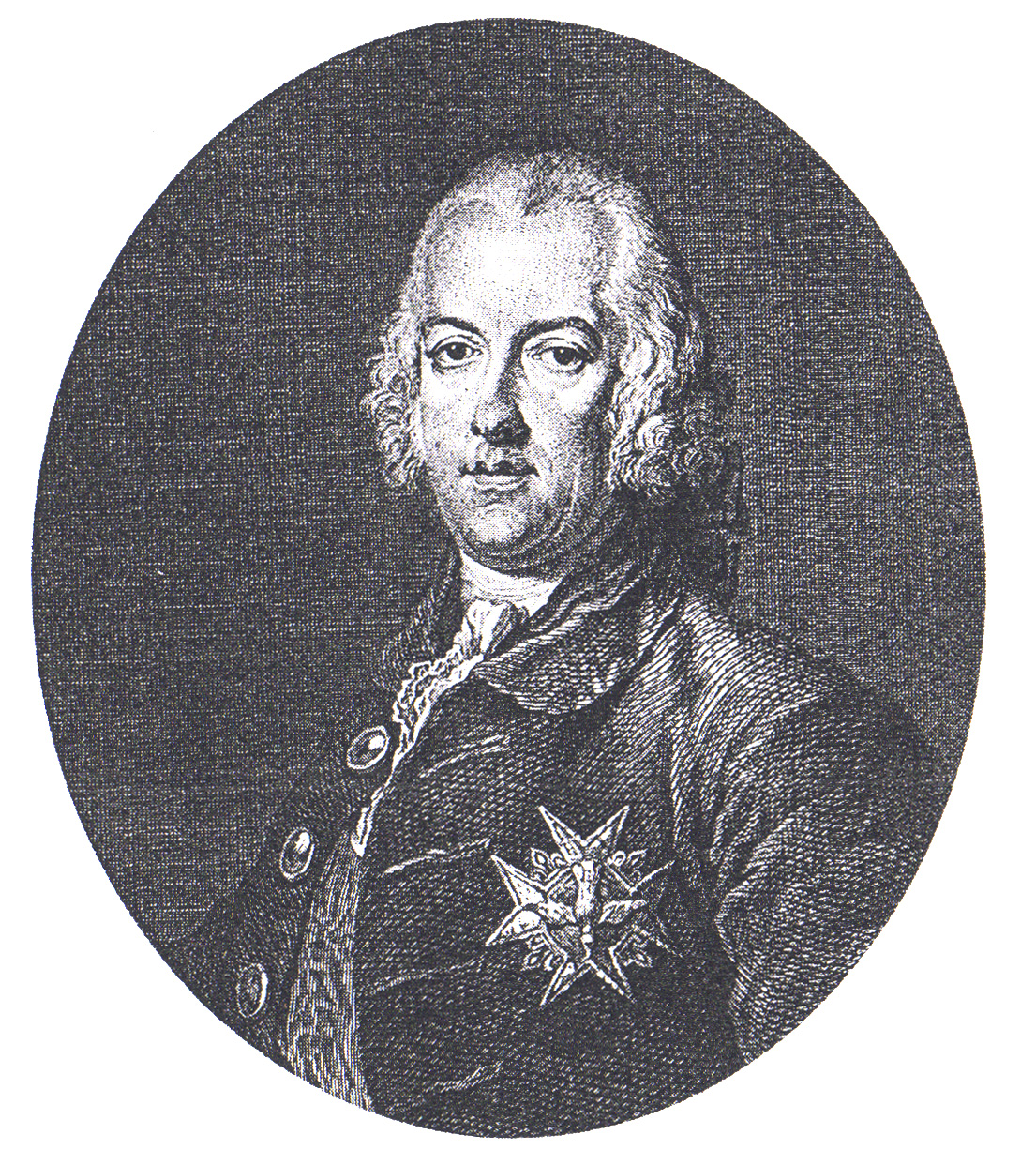
Louis François I. de Bourbon, Porträt von Antoine Louis Romanet nach Le Tellier

Louis François de Bourbon, prince de Conti (* 13. August 1717; † 2. August 1776) gehörte dem Haus Bourbon-Conti an, dem Rang nach dritten Zweig der Bourbonen.
Als Prinz von Geblüt (und Cousin Ludwigs XV.) war er ein Pair de France, Mitglied des parlement de Paris, eines Gerichtshofs mit staatsrechtlichen Befugnissen; in den 1730er und 1740er Jahren zeichnete er sich als Truppenführer der französischen Armeen aus (Sieger in der Schlacht bei Coni), vor allem während der Polnischen und Österreichischen Erbfolgekriege. Er war bis in die 1760er Jahre hinein Chefdiplomat des französischen Geheimnetzwerks des Secret du roi und seit 1749 Großprior des Malteserordens mit Sitz im Enclos du Temple in Paris. Bis 1756/57 war er einer der engsten Vertrauten des Königs am Hofe, nach dem Bruch mit Ludwig XV. der schärfste aristokratische Widersacher gegen die absolute Monarchie. Neben seiner politischen Aktivität ist er vor allem bekannt als ein großer Kunstsammler und Förderer des Theaters und der Oper in Paris; er beschützte und förderte Rousseau ebenso wie Beaumarchais und protegierte die wichtigsten Jansenisten um Louis Adrien Le Paige aufseiten des parlements. In seinen letzten Lebensjahren zählte er zu den ärgsten Gegnern der révolution de Maupeou von 1770, bei der das alte Parlament aufgelöst wurde, und führte die feudal-aristokratische Front gegen die liberalen Reformen Turgots unter Ludwig XVI. an.

## Conti als Höfling

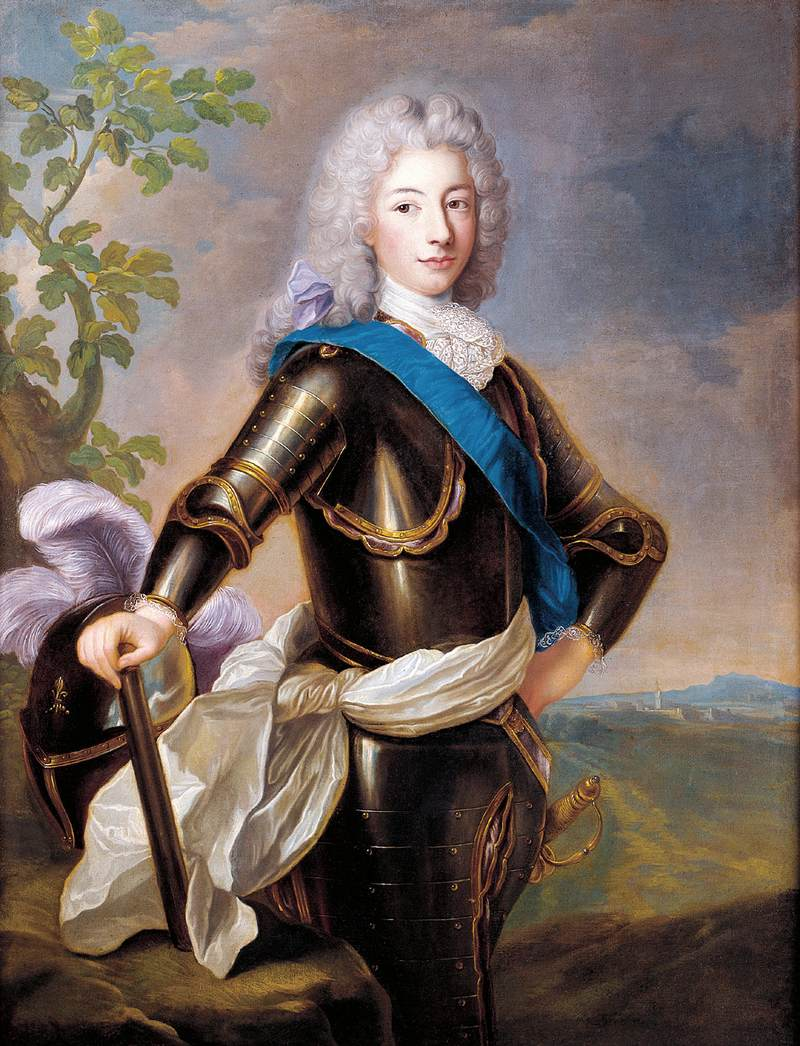
Louis François I. de Bourbon gemalt von Alexis Simon Belle

„Mon cousin, l’avocat“ nannte Ludwig XV. seinen Cousin Louis François de Bourbon, Prince de Conti (im 18. Jahrhundert auch „Conty“ geschrieben) nicht ohne Ironie. Als Prinz von Geblüt vertrat er die Werte und Vorstellungen des französischen Hochadels par excellence. Als talentierter und ehrgeiziger Mann versuchte er, sich auf allen Gebieten mit dem König zu messen. Von seinen Zeitgenossen als „stolz, liebenswürdig, ambitioniert“ und zugleich als „Frondeur, ein Gourmand, faul, nobel und liederlich“ (Charles Joseph de Ligne) charakterisiert, verkörperte Conti wie kein zweiter die Paradoxien der Aristokratie im ausgehenden Ancien Régime. Ehrgeizig und machthungrig, suchte er die ständige Konfrontation mit Ludwig XV.
Bis in die 1740er Jahre kämpfte der junge Prinz als gefeierter Kriegsheld auf den Schlachtfeldern Europas. Jung, ehrgeizig und talentiert suchte er nach dem Ausscheiden aus der Armee nach neuen Aufgaben, die seinen Ambitionen entsprachen. Ludwig XV. schätzte seinen Cousin wegen seiner Fähigkeiten und fürchtete ihn ob seines politischen Ehrgeizes. Wie bereits für Contis Großvater François-Louis de Bourbon (1664–1709), der von Ludwig XIV. als politische Bedrohung empfunden wurde, sollten Contis Ambitionen mit dem polnischen Thron befriedigt werden. Um die Wahl zum König in der Nachfolge August III. zu sichern, installierte Ludwig XV. Ende der 1740er Jahre ein geheimes Informantennetzwerk parallel zum regulären diplomatischen Dienst. Der secret du roi unter Contis Leitung war ein europaweites Spionagesystem, das zum Ziel hatte, den Prinzen bei den europäischen Mächten und in Polen als neuen König durchzusetzen. Die besondere Stellung am Hofe als enger Vertrauter des Monarchen und ministre sans portefeuille zog Conti die Gegnerschaft Madame de Pompadour zu. Die zu ihrem Kreis gehörenden Männer wie der Kardinal François-Joachim de Bernis betrieben eine Politik, die den Interessen Contis entgegengesetzt war. Durch geschickte Intrigen der Pompadour wurde der Prinz aus den Verhandlungen im Vorfeld Umkehrung der Allianzen herausgehalten. Der König wusste um die Ablehnung dieser Politik durch seinen Cousin und beriet sich nicht weiter mit ihm. Die Vorenthaltung hoher militärischer Aufgaben zu Beginn des Siebenjährigen Krieges führte 1756 zum endgültigen Bruch zwischen Conti und Ludwig XV.

## Conti als Rebell

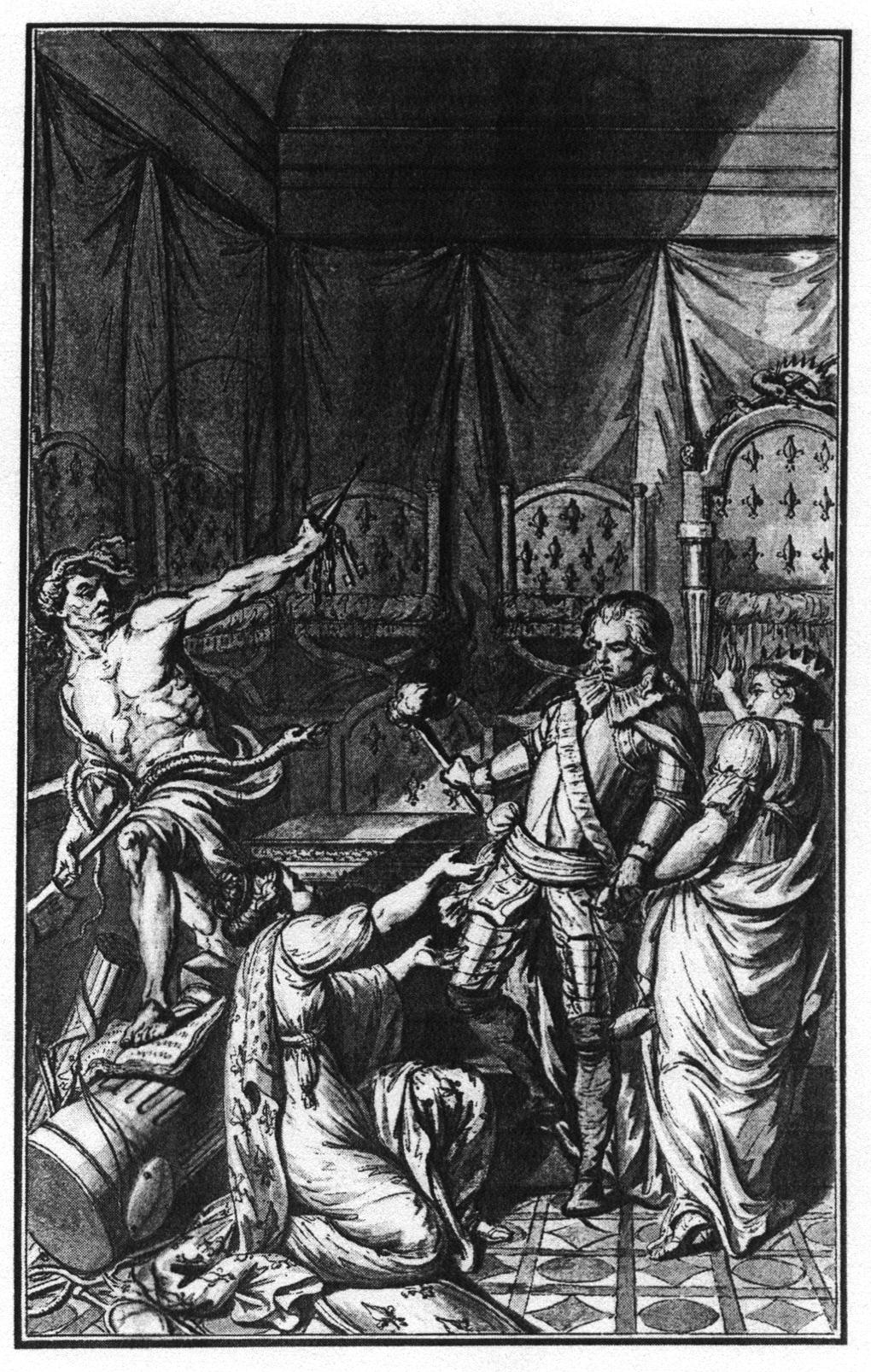
Philippe Louis Parizeau: Le Prince de Conti défenseur de la patrie

Wie seine Cousins aus dem Haus Condé und Orléans war auch der Prince de Conti ein engagierter Kämpfer für die Sache der Aristokratie gegen eine zu starke Stellung des Königs. Er sollte in ihren Augen nur ein primus inter pares sein, der den Großen des Landes Mitsprache im Regierungsgeschäft geben sollte. In der Vorstellung von Teilen der Hocharistokratie hätten die Parlamente als souveräne Gerichtshöfe die königlichen Entscheidungen zu kontrollieren. Die Konflikte zwischen König, Aristokratie und Parlamenten wurden immer vehementer mit dem Aufstieg des Monarchen zum absoluten Herrscher. Die seit dem Scheitern der fronde princière und der fronde parlementaire im 17. Jahrhundert geschwächte Aristokratie gewann in der Folge der Regentschaft Philipps von Orléans (1715–1723) an neuem Selbstbewusstsein. Besonders nach dem Tod des regierenden Kardinals Fleury 1743 hatte Ludwig XV. Schwierigkeiten, die princes frondeurs und das sich auf die lois fondamentales des Königreiches berufenden parlements zu zügeln. Der Prince de Conti gehörte als Pair dem Parlement de Paris an. Bis zum Jahr 1756 besaß er das Vertrauen sowohl des Königs als auch der Richter, so dass er zwischen den beiden Konfliktparteien vermitteln konnte. Nach seinem endgültigen Bruch mit Ludwig XV. zu Beginn des Siebenjährigen Krieges wurde er einer der einflussreichsten Opponenten des Monarchen.
Conti verließ nach dem Bruch mit dem König 1756/1757 Versailles und führte fortan in Paris das Leben eines rebellischen Aristokraten. Louis-François de Bourbon galt als einer der brillantesten Köpfe der parlamentarischen Opposition gegen Ludwig XV. Anders als die meisten seiner Cousins von Geblüt war er bekannt für seine „éloquence mâle et persuasive“. Zu seinen rhetorischen Fähigkeiten kamen noch ausgezeichnete juristische und politische Kenntnisse hinzu. In politischer Hinsicht unterstrich er stets die Notwendigkeit des Machtausgleichs zwischen König, Adel und Parlament. Bei jeder denkbaren Gelegenheit agitierte er gegen die Übermacht des Monarchen. So zum Beispiel bei der Protektion der Jansenisten um Louis Adrien Le Paige, die in den Augen des Königshauses wegen ihrer quasi-evangelischen Kirchen- und Herrschaftskritik als Oppositionelle galten, wie auch beim Aufbau einer gemeinsamen Front der Prinzen von Geblüt gegen den König nach dessen Auflösung des Parlaments 1770, dessen Kanzler Maupeou widerständige Parlamentsmitglieder exilieren ließ. Auch nach der Wiedereinsetzung des alten Parlaments durch Ludwig XVI. 1774 kritisierte er die neue königliche Politik und die der Physiokraten um Turgot, zu dessen Sturz Conti beigetragen hat. Von seinem Mini-Versailles im Temple aus suchte der Prinz in den 1760er und 1770er Jahren jede Möglichkeit, die königliche Autorität zu schwächen.
Sein Engagement auf Seiten des Parlaments gegen die absolute Macht des Königs ging einher mit einem ausgeprägten Interesse für Kunst und Wissenschaft: Der Prinz baute in den 1760er und 1770er Jahren eine der umfangreichsten Kunst- und Kuriositätensammlung seiner Zeit auf, die den Ansprüchen eines heutigen Museums entsprochen hätte. Die über tausend Gemälde, Zeichnungen und Skulpturen der Sammlung Conti umfassten die wichtigsten italienischen, französischen und nordischen Künstler vom 16. bis 18. Jahrhundert. Dazu gehörten unzählige natürliche und technische Objekte, mit denen allerlei Kulturtechniken illustriert wurden und die vom Wissensdurst der Aufklärung kündeten.
Nachdem er mit dem Königshaus gebrochen und Versailles verlassen hatte, bekleidete er nie wieder ein wichtiges politisches Amt. Er starb knapp zwei Jahre nach dem Tod seines Cousins Ludwig XV., auf dem Höhepunkt seines Ansehens bei Teilen der Pariser Bevölkerung, der Parlamentarier und der Prinzen und Herzöge. Als überzeugter Atheist verweigerte er als erster Prinz des Hauses Bourbon die Sterbesakramente, weshalb er in kleinem Kreis in Isle-Adam, dem Landsitz der Conti, 1776 beerdigt wurde. Bis zuletzt hielt der seine feudalen Standesprivilegien verteidigende Aristokrat an seinen Überzeugungen fest und blieb damit unter den französischen Prinzen des 18. Jahrhunderts eine der großen Ausnahmeerscheinungen.

## Familie
Louis Francois war mit Louise Diane d’Orléans, der jüngsten Tochter des französischen Regenten Philipp von Orléans, verheiratet. Aus dieser Ehe ging nur der Sohn Louis François II. de Bourbon, prince de Conti hervor, der von 1734 bis 1814 lebte und mit dem das Haus Conti erlosch.